# Pointe du Pourquoi-Pas ?
Ne doit pas être confondu avec Île Pourquoi-pas.
| \| Localisation sur la carte d'Antarctique \| Localisation sur la carte d'Antarctique. |
| Localisation sur la carte d'Antarctique                                                |

 (mai 2024).

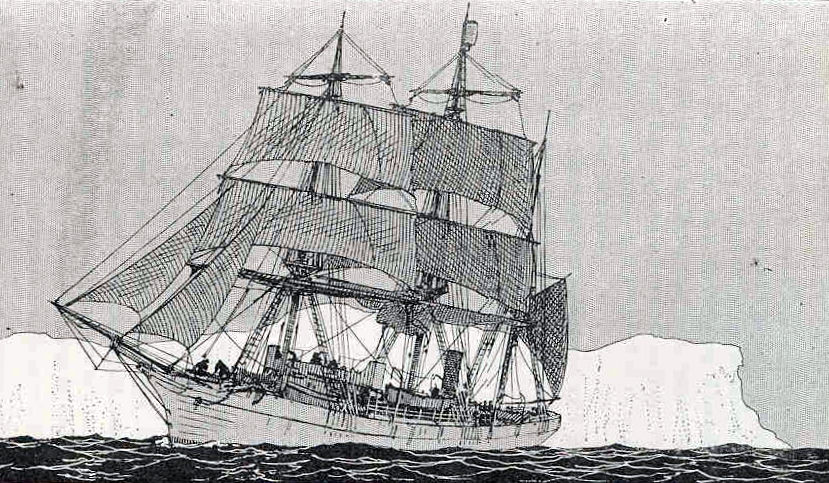
Le Pourquoi-Pas ? (1917)

La pointe du Pourquoi-Pas ? (66° 12′ S, 136° 11′ E
) est une pointe englacée située à l'entrée occidentale de la baie Victor (en), dans l'extrême ouest de la terre Adélie (Antarctique oriental).

## Description
La pointe du Pourquoi-Pas ?, bien que située en terre Adélie, ne se trouve qu'à quelques kilomètres de la longitude 136°E, qui marque la frontière avec la terre de Wilkes (secteur antarctique australien). Elle est souvent considérée à tort comme marquant cette frontière. 

## Histoire
Cartographiée par les expéditions antarctiques françaises au début des années 1950, son nom vient du navire le Pourquoi-Pas ?, le voilier à vapeur du commandant Charcot, qui sombra dans une tempête sur les côtes d'Islande le 16 septembre 1936.